# Liste der Kulturdenkmale in Lütjenholm
In der Liste der Kulturdenkmale in Lütjenholm sind alle Kulturdenkmale der schleswig-holsteinischen Gemeinde Lütjenholm (Kreis Nordfriesland) aufgelistet (Stand: 10. März 2025).

## Legende
In den Spalten befinden sich folgende Informationen:
- Objekt-ID: die Nummer des Kulturdenkmales
- Lage: die Adresse des Kulturdenkmales und die geographischen Koordinaten. Kartenansicht, um Koordinaten zu setzen. In der Kartenansicht sind Kulturdenkmale ohne Koordinaten mit einem roten Marker dargestellt und können in der Karte gesetzt werden. Kulturdenkmale ohne Bild sind mit einem blauen Marker gekennzeichnet, Kulturdenkmale mit Bild mit einem grünen Marker.
- Offizielle Bezeichnung: Bezeichnung des Kulturdenkmales
- Beschreibung: die Beschreibung des Kulturdenkmales
- Bild: ein Bild des Kulturdenkmales

## Sachgesamtheiten
| Objekt-ID | Lage                                     | Offizielle Bezeichnung | Beschreibung | Bild |
| --------- | ---------------------------------------- | ---------------------- | --- | ---- |
| 52282     | Dorfstraße 4 (54° 41′ 2″ N, 9° 1′ 12″ O) | Schmiede Lütjenholm    | Schmiede Lütjenholm; um 1880/1914; Schmiede eingeschossiger Backsteinbau unter flachem Satteldach, giebelseitig über zweiflügeliges Tor erschlossen; eingeschossiges Backsteinwohnhaus mit Zwerchhaus unter pfannengedecktem Satteldach - Begründung: geschichtlich, städtebaulich, technisch - Schutzumfang: Schmiede, Wohnhaus | BW   |

## Bauliche Anlagen
| Objekt-ID | Lage                                      | Offizielle Bezeichnung | Beschreibung | Bild |
| --------- | ----------------------------------------- | ---------------------- | --- | ---- |
| 46103     | Dorfstraße 4 (54° 41′ 2″ N, 9° 1′ 12″ O)  | Schmiede               | Schmiede; um 1880; eingeschossiger Backsteinbau unter flachem Satteldach, gusseiserne Segmentbogenfenster, giebelseitig über zweiflügeliges Tor erschlossen, Schornstein - Begründung: geschichtlich, städtebaulich, technisch - Schutzumfang: gesamtes Objekt - Denkmaltyp: Bauliche Anlage, Sachgesamtheit: Schmiede Lütjenholm | BW   |
| 5639      | Dorfstraße 15 (54° 41′ 5″ N, 9° 1′ 24″ O) | Ehemalige Schule       | Ehemalige Schule; 1856 u. 1889; eingeschossiger Backsteinbau unter Schopfwalmdach mit Satteldach-Querhaus, Backsteinzierfriese und Blendgliederung, Fenster und Türen segmentbogenförmig - Begründung: geschichtlich, städtebaulich - Schutzumfang: gesamtes Objekt - Denkmaltyp: Bauliche Anlage                                 | BW   |

## Quelle
- Liste der Kulturdenkmale in Schleswig-Holstein – Kreis Nordfriesland (PDF)

- Karte mit allen Koordinaten:
- OSM |
- WikiMap